# Dodecaedro truncado metabiaumentado
Em geometria, o dodecaedro truncado metabiaumentado é um dos sólidos de Johnson (J70). Como o nome sugere, é criado ao acoplar-se duas cúpulas pentagonais (J5) a duas faces decagonais não-adjacentes e não opostas de um dodecaedro truncado.